# Sarsia hargitti
Sarsia hargitti är en nässeldjursart som beskrevs av Mayer 1910. Sarsia hargitti ingår i släktet Sarsia och familjen Corynidae. Inga underarter finns listade i Catalogue of Life.